# 앵그리버드 프렌즈
《앵그리버드 프렌즈》(Angry Birds Friends)는 앵그리버드 비디오 게임 시리즈의 4번째 게임이자 퍼즐 비디오 게임이다. 로비오 엔터테인먼트가 개발하고 배급하였다. 이 게임은 원래 2012년 2월 13일 출시된 앵그리버드 페이스북(Angry Birds Facebook)이라는 이름의 한정 소셜 네트워크 게임이었으며, 2012년 5월 23일 현재의 이름으로 변경되었다. 페이스북 버전은 앵그리버드 게임 시리즈에 파워업을 도입하였다. 안드로이드와 iOS 버전은 2013년 5월 2일 출시되었다. 2014년 10월 27일, 로비오는 글로벌 리그를 도입하여 전 세계 사용자들이 서로에 대항하여 플레이할 수 있게 하고 있다.

## 게임플레이
모바일 버전은 1주에 두 번 변화하는 6층의 토너먼트가 있으나 페이스북 버전이나 다른 게임들에서처럼 에피소드가 존재하지는 않는다. 이전 앵그리버드 게임들과 달리 이 게임은 페이스북 버전의 플레이어 간 주간 토너먼트, 레드와 척의 스코어, 게임을 플레이하는 플레이어의 페이스북 친구들과 진행을 같이한다. 진행 동기화를 위해서는 페이스북 로그인이 필수적이다. 그 외에는 페이스북 계정 없이 플레이할 수 있다.

## 평가
이 게임은 메타크리틱에서 5개의 리뷰에 기반하여 65/100점이라는 엇갈린 평가를 받았다.